# 홍성 고산사 삼층석탑
홍성 고산사 삼층석탑(洪城 高山寺 三層石塔)은 충청남도 홍성군에 있는, 고려시대의 삼층석탑이다. 2013년 4월 10일 충청남도의 문화재자료 제419호로 지정되었다.

## 개요
고산사 삼층석탑은 사각형으로 마련된 낮은 석축 위에 건립되어 있으며 원래는 지대석이 있었을 것으로 보이지만 현재는 남아있지 않으며 석탑 기초에는 현재 1매로 치석된 하층기단이 마련되어 있는데, 상하부에 낮게 돌출된 받침형 단이 마련되어 있고, 그 사이에 각 면 2구씩 안상을 조각하였다. 하층기단은 한돌로 치석하였으며 상층기단 면석부에 우주가 표현하였고, 갑석 상면에 탑신괴임이 있다. 또한 갑석 하부에 부연을 표현하지 않아 형식화의 경향이 진전된 시기에 석탑이 건립되었음을 알 수 있다.
탑신부는 1층부터 3층까지 비교적 안정된 비율로 좌우너비와 상하높이가 상층으로 올라가면서 줄어들고 있으며, 각층마다 탑신석과 옥개석을 별석(別石)으로 치석 결구하였다. 각 층 탑신석에 우주가 표현되었으며, 옥개석은 하부에 3단의 옥개받침을 마련하고, 낙수면은 완만한 경사를 이루고 있다. 석탑의 규모가 작지만 각 부재를 별도로 마련했으며, 평박한 인상의 옥개석은 석탑의 건립 시기와 관련하여 중요한 근거 자료를 제공해 주고 있다. 상륜부는 결실된 부재가 많은데, 현재는 복발과 보륜석으로 보이는 부재들이 올려져 있다.
고산사 삼층석탑은 전체적인 외관이나 양식이 통일신라시대나 고려 초기처럼 깔끔하고 정교한 치석 수법은 보이지 않지만 전대의 석탑 양식을 충실히 계승하고 있으며 석탑의 규모가 작아지면서 탑신석과 옥개석을 동일석으로 마련하는 경우가 많은데, 고산사 삼층석탑은 규모가 작음에도 탑신석과 옥개석을 별석으로 마련하였다.
고산사 삼층석탑은 현재 석탑의 조성시기, 규모, 치석과 장식 수법 등 시대적·미술사적 가치가 높다.

## 같이 보기
- 고산사

## 참고 자료
- 홍성 고산사 삼층석탑 - 국가유산청 국가유산포털